# Псевдотрофеус-зебра
Псевдотрофеус-зебра (лат. Maylandia zebra) — вид пресноводных рыб семейства цихлидовые, обитающий у скалистого побережья озера Малави, эндемиком которого он является.
Длина тела составляет 10—13,5 см. Самки имеют коричневатую окраску с тёмными продольными полосами. Встречаются также целиком оранжевые морфы. Окраска самцов от голубого до синего цвета с продольными полосами.
Вид обитает в основном на северо-западе озера Малави, но имеются популяции и у восточного побережья озера, отличающиеся прежде всего окраской тела.
Рыбы питаются в основном водорослями, реже планктоном. Половозрелые самцы охраняют свою территорию, на которой происходит спаривание. Инкубация икры происходит во рту самок и длится две недели.

## Геном
Согласно GenBank  геном имеет следующие характеристики:

Размер: 859,83 Мб.
Генов:  27106.